# وانوایل
وانوایل (به آلمانی: Wannweil) یک شهر در آلمان است که در رویتلینگن واقع شده‌است. وانوایل ۵٬۱۷۵ نفر جمعیت دارد.